# Салиньи, Жан де Колиньи
Жан де Колиньи (фр. Jean de Coligny; 25 декабря 1617 — 16 апреля 1686, замок Ла-Мот), граф де Салиньи — французский генерал, соратник принца Конде.

## Биография
Второй сын Гаспара II де Колиньи, графа де Салиньи, и Жаклин де Монморен.
Сеньор де Ла-Мот-Сен-Жан и дю Руссе.
Начинал службу пажом в Палате Людовика XIII, затем был пажом кардинала Ришельё (1633). После нескольких лет службы в роте пеших мушкетеров кардинала, в которую вступил в 1635 году, стал драгунским капитаном (1639). Вследствие конфликта с интендантом Пикардии был брошен в Бастилию. Выйдя на свободу, принял участие в битве при Лансе.
10 марта 1651, по смерти отца, был назначен на его должности губернатора Отёна и бальи Шароле. В тот же день стал знаменосцем гвардейских жандармов, но фактически в этом качестве не служил, выйдя в отставку 26-го числа того же месяца.
Сторонник принца Конде, граф де Салиньи воевал на его стороне во время Фронды и последовал за принцем в эмиграцию и на испанскую службу. В 1649 году стал кампмейстер-лейтенантом полка его сына герцога Энгиенского (позднее Бурбонский). Патентом принца в 1653-м он набрал кавалерийский полк своего имени. После заключения Пиренейского мира 7 ноября 1659 вместе с Конде вернулся на королевскую службу. Его полк был свернут в роту шеволежеров 12 апреля 1661, а в январе 1662 граф сложил командование Энгиенским кавалерийским полком.
Покинул окружение Конде, надеясь получить голубую ленту ордена Святого Духа, которая в итоге досталась Гито.
12 марта 1664 был назначен генерал-лейтенантом и командующим шеститысячным корпусом, посланным Людовиком XIV на помощь императору для борьбы с турками в Венгрии. 1 августа французы сражались на левом крыле императорской армии в битве при Сент-Готарде. Сражение началось в девять часов утра и длилось до четырех часов пополудни. Турки привели в беспорядок части принца Баденского, но Колиньи со свои корпусом обрушился на неприятеля, восстановил положение на поле боя и заставил противника отступить за Рааб, собственноручно убив до трех десятков османов.
Некоторые авторы, в том числе президент Эно, отцы Давриньи и Гриффе, и Бюсси-Рабютен, утверждали, что граф в то время был болен и не участвовал в битве, однако, эти утверждения противоречат реляциям о сражении, свидетельствам современников и тому факту, что Людовик XIV письменно благодарил Колиньи за победу и послал ему в награду свой портрет. Приступ болезни свалил военачальника 20 сентября, после чего король передал полномочия генерал-лейтенанта графу де Ла-Фёйяду с приказом о возвращении войск во Францию (18 октября).
В дальнейшем подагра не позволила графу продолжить службу ни в армии, ни при дворе, он удалился в свои замки, где и провел остаток жизни. Оставил мемуары, впервые изданные в 1844 году, и сведения которых, по мнению герцога Омальского, следует воспринимать с осторожностью.

## Семья
Жена (1664): Анн-Николь Кошон де Мопа, дама дю Тур, де Кошон и де Сент-Имож, дочь Жана-Батиста Кошона де Мопа, барона дю Тура, и Мари де Морийон
Дети:
- N (ум. юной)
- Гаспар-Александр (ум. 14.05.1694, Реймс), граф де Колиньи. Предназначался к церковной карьере, владел аббатствами Сен-Дени в Реймсе и Л'Иль-Шовет, затем поступил на военную службу и стал кампмейстером кавалерийского полка Конде. Жена: Мари-Констанс-Аделаида де Мадайян (ок. 1674—28.12.1725), дочь Армана де Мадайяна, маркиза де Лассе, и Мари-Марты Сибур. Потомства не оставил и «на нем закончился этот блестящий дом, который произвел таких великих людей и просуществовал около семи столетий»[5]
- Мари (1667—17.08.1693, Париж). Муж (22.03.1687): Луи де Майи, маркиз де Нель
- N (ум. 1695), замужем не была
- дочь